# Чистилище (фильм, 1997)
«Чисти́лище» — российская военная драма 1997 года, основанная на событиях штурма Грозного зимой 1994—1995 годов в ходе начального этапа Первой чеченской войны.
Картина снята в натуралистической манере — фильм изобилует крайне жестокими сценами насилия. Всё экранное время занимают интенсивные боевые действия, снятые в псевдодокументальном стиле. Российская возрастная классификация фильма (с 2012 года) — 16+.

## Сюжет
В центре сюжета бои за комплекс городской больницы в Грозном, занятом российскими войсками во главе с полковником Виталием Суворовым, потерявшим глаз во время снайперского обстрела, с радиопозывным «Сугроб-2» (Виктор Степанов).
4 января 1995 года группа чеченских боевиков во главе с полевым командиром Дукузом Исрапиловым (Дмитрий Нагиев) окружают больницу и приступают к штурму. На стороне чеченцев сражаются добровольцы и наёмники: афганские моджахеды, арабы, негры, украинские националисты из УНА-УНСО, снайперши из Прибалтики. Положение осложняется ещё и тем, что из-за отсутствия связи со штабом и другими частями федеральных войск, обороняющихся «обрабатывает» своя же миномётная артиллерия. На помощь «Сугробу-2» прорывается на грузовике с «грузом 200» группа разведчиков из спецназа ГРУ (с позывными «Кобра», «Питерский» и «Холостяк»).
После этого спецназовцы, удостоверив свои личности, соединяются со своим товарищем (позывной «Гюрза»), возглавляющим подразделение спецназа ГРУ, воюющее в составе федеральных войск, ведущих бой за хирургический корпус вышеупомянутой больницы. В ходе ожесточённых боёв мотострелки и спецназовцы теряют хирургический корпус, понеся тяжёлые потери (впоследствии «Кобра» упоминает про 40 погибших в потерянном хирургическом). Небольшой группе федералов удаётся пробиться из захваченного боевиками хирургического корпуса к «Сугробу-2», в том числе «Кобре», «Гюрзе», «Питерскому» и «Холостяку».
Суворов и Исрапилов ведут диалог в эфире. В ходе одного из сеансов связи Дукуз «рекомендует» полковнику «убрать мертвецов», так как он не сможет удержать афганцев от издевательств над мёртвыми (ранее показывалось, как афганцы отрезали головы российским военнопленным и отстреливали их при помощи РПГ на позиции федералов, деморализуя молодых солдат; позже есть сцены, где боевики мочатся на трупы погибших военнослужащих). «Сугроб-2» приказывает единственному оставшемуся у него танку Т-80 «хоронить ребят», то есть уничтожить трупы при помощи гусениц танка. После объяснения причин таких действий командир танка Игорь Григоращенко (позывной «Коробочка-2») соглашается выполнить приказ. Трупы уничтожаются, а бойцы ГРУ отдают солдатам «салют» залпом из своего оружия.
Далее «Сугроб-2», собрав у себя бойцов спецназа ГРУ, высказывает недовольство их действиями (имея на то некоторые основания — спецназовцы не смогли удержать хирургический корпус), объясняя свои претензии тем, что у него лишь они (спецназовцы) и танкист являются боеспособными солдатами. После этого разговора спецназовцы находят командира танка Григоращенко и предлагают ему подбросить их до больничного корпуса, где закрепились чеченцы. Наводчик протестует, уверенный в том, что их сожгут боевики, но командир после недолгих колебаний соглашается на авантюру. В ходе вылазки Григоращенко удаётся забросить бойцов спецназа к корпусу, внутрь которого они прорываются с боем, а самому отвлечь внимание боевиков на свой танк.
Несмотря на постоянное маневрирование и использование в качестве укрытий от огня РПГ остовы ранее уничтоженной авто- и бронетехники, боевикам всё же удаётся обездвижить танк, повредив ему ходовую часть. Механик-водитель танка погибает. Исрапилов предлагает командиру танка Игорю Григоращенко перейти на сторону Ичкерии, обещая хорошее вознаграждение. Командир боевиков показывает Игорю перехваченный боевиками пакет с листовками «Груз 200» — единственное, что по его словам, российское командование подготовило к войне. Григоращенко, пользуясь выторгованными у Дукуза 5 минутами на размышления, выходит на связь с «Коброй», объясняет ему свою диспозицию и уточняет местоположение пулемётных гнёзд противника.
Тем временем спецназовцы обнаруживают в хирургическом корпусе российского снайпера, забытого федералами при отходе, и спрятавшегося среди развалин корпуса после захвата его боевиками, который затем вливается в состав группы «Кобры». Воспользовавшись 5 минутами, данными Дукузом на раздумья Игорю Григоращенко, группа «Кобры» обнаруживает и уничтожает литовских снайперш-наёмниц, воевавших на стороне боевиков.
Григоращенко, идя на верную смерть, обстреливает из танковой пушки корпус больницы, убивая большое количество боевиков. Оставшиеся в живых боевики расстреливают танк из гранатомётов, выволакивают оттуда потерявшего ноги и часть руки Григоращенко, и распинают его на кресте из деревянных балок. В это время «Сугроб-2», получив радиосообщение от «Кобры» об уничтожении спецназовцами чеченских снайперов и больших потерях среди боевиков от огня «Коробочки-2», собирает все силы, в том числе и раненых, и бросает их на штурм больницы. Увидев распятого Григоращенко, солдаты приходят ещё в большую ярость и, неся тяжёлые потери, выбивают боевиков из здания. Тяжело раненый Дукуз Исрапилов теряет сознание, и его пытается вынести на себе один из боевиков, но группа «Кобры» уничтожает их обоих выстрелами из автоматического гранатомёта.
В финальных титрах указывается, что «вскоре больничный комплекс в городе Грозном вновь был занят чеченскими подразделениями».

## В ролях
| Актёр                     | Роль                                                                                     |
| ------------------------- | ---------------------------------------------------------------------------------------- |
| Виктор Степанов           | гвардии полковник Виталий Николаевич Суворов, начальник штаба 131-й омсбр                |
| Иван Ганжа                | капитан Иван, офицер 131-й омсбр                                                         |
| Роман Жилкин              | лейтенант Игорь Григоращенко, командир единственного уцелевшего танка Т-80               |
| Сергей Титивин (Рост)     | Богдан Клёц, наводчик-оператор единственного уцелевшего танка Т-80                       |
| Вячеслав Бурлачко         | «Кобра», спецназовец ГРУ                                                                 |
| Алексей Гущин             | Костя «Питерский», спецназовец ГРУ                                                       |
| Александр Баранов         | «Холостяк», спецназовец ГРУ                                                              |
| Георгий Антонов           | Павел Нарышкин, снайпер федеральных войск                                                |
| Владимир Белов            | старшина федеральных войск                                                               |
| Дмитрий Нагиев            | Дукуз Исрапилов, чеченский полевой командир, бывший хирург горбольницы г. Грозного       |
| Константин Бутаев         | Ширвани, помощник полевого командира Исрапилова, бывший главврач горбольницы г. Грозного |
| Ирина Весёлина (Сотскова) | литовская снайперша-наёмница, бывшая спортсменка-биатлонистка («Белые колготки»)         |
| Виктория Матвеева         | литовская снайперша-наёмница, бывшая спортсменка-биатлонистка («Белые колготки»)         |
| Николай Алексеев          | Аслан, чеченский боевик (эпизод с попыткой захвата грузовика с «грузом 200»)             |
| Анатолий Фёдоров          | (эпизод)                                                                                 |
| Владимир Рымига           | (эпизод)                                                                                 |
| Евгений Раков             | (эпизод)                                                                                 |
| Юрий Кузнецов             | старшина Оголовьев (эпизоды не вошли в фильм)                                            |
| Владимир Гостюхин         | полковник Тыртышный, командир бронетанковой колонны (эпизоды не вошли в фильм)           |

## Съёмочная группа
- Автор сценария — Александр Невзоров;
- Режиссёр-постановщик — Александр Невзоров;
- Режиссёр — Михаил Ермолов;
- Продюсер — Александр Невзоров;
- Генеральный продюсер — Борис Березовский;
- Главный оператор — Виктор Михальченко;
- Художник — Юрий Пашигорев;
- Композитор — Андрей Щепелев;
- Ассистенты режиссёра — Ю. Краснов, Ю. Илариошкина.

## Съёмки фильма
Фильм снимался в Санкт-Петербурге: на улице Лагоды и в Сестрорецке (на территории разрушенной туберкулёзной больницы).

## Прототипы

### Реальные события
131-я отдельная мотострелковая бригада, входившая в состав группировки федеральных войск «Север» под командованием генерал-майора К. Б. Пуликовского, совместно с подразделениями 81-го гвардейского мотострелкового полка 31 декабря 1994-го — 1 января 1995 года в реальности вели бой не за больничный комплекс, а за железнодорожный вокзал Грозного.
Бои за больничный комплекс (ныне район, в котором находится Министерство здравоохранения Чеченской Республики: 43°19′16″ с. ш. 45°41′54″ в. д.), кварталом северо-восточнее бывшего здания Совмина ЧИАССР (сейчас на месте последнего расположен комплекс мечети «Сердце Чечни»), 31 декабря 1994-го — 1 января 1995 года в условиях частичного окружения вели сводные формирования 8-го гвардейского армейского корпуса, входившего в состав группировки федеральных войск «Северо-Восток» под командованием генерал-лейтенанта Л. Я. Рохлина: 255-й гвардейский мотострелковый полк и 68-й отдельный разведывательный батальон 20-й гвардейской мотострелковой дивизии.
Вечером 1 января на помощь частично окружённому в больничном комплексе передовому отряду группировки «Северо-Восток» прибыли подразделения 33-го отдельного мотострелкового полка 8-го гвардейского армейского корпуса, до этого сосредоточенные на временных блокпостах вдоль улицы Лермонтова — на северных подступах к больничному комплексу. В свою очередь, временные блокпосты вдоль улицы Лермонтова занял 3-й мотострелковый батальон 276-го мотострелкового полка 34-й мотострелковой дивизии из состава группировки «Север», пришедший на смену подразделениям 33-го полка.
В ночь со 2 на 3 января уцелевшие части и подразделения группировок «Север» и «Северо-Восток», а также вновь прибывшая из Сибирского военного округа 74-я отдельная гвардейская мотострелковая бригада, были объединены в одну — «Север», под общим командованием генерал-лейтенанта Л. Я. Рохлина.

### Герои
Прототипами некоторых персонажей фильма служили следующие лица:
- Гвардии полковник Виталий Суворов — полковник Иван Савин, командир 131-й отдельной мотострелковой бригады, Герой Российской Федерации (посмертно).
- Дукуз Исрапилов — полевой командир Хункар-Паша Исрапилов.
- Игорь Григоращенко — участник штурма Грозного (1994—1995) старший лейтенант Игорь Григорашенко (Невзоров встретился с ним в январе 1995 года во время съёмок своего документального фильма «Ад»)[5].
- «Кобра» — майор Алексей Ефентьев (позывной «Гюрза»)[6], командир отдельной разведывательной роты 166-й отдельной гвардейской мотострелковой бригады (166-й омсбр)[7]. Однако в фильме присутствует другой герой с тем же позывным («Гюрза»), который был у А. В. Ефентьева в действительности. В связи с этим у зрителей фильма может возникнуть заблуждение, кто же из них является киновоплощением реального прототипа.
- Костя «Питерский» — Константин Мосалёв («Череп»)[8], разведчик отдельной разведывательной роты 166-й омсбр[7].

## Факты
- В фильме демонстрируется совершение обеими сторонами конфликта военных преступлений. Так, чеченцы и воюющие на их стороне иностранцы убивают безоружных пленных, подчас с особой жестокостью, а чеченский полевой командир Дукуз Исрапилов отказывается пресечь издевательства («Если им запретить резать бошки, они уйдут. Им станет скучно воевать... Нам не нужна эта мерзость, [но] они уйдут... заскучают и уйдут»[9]). В свою очередь, российский снайпер, расстреливая литовских наемниц, использует разрывные пули[10].
- В фильме солдаты не раз «проходятся» ругательными словами по бездарным действиям командования, а полковник Суворов однажды даёт понять, кто несёт ответственность за происходящее: «Хороший, бля, подарок от российских военкоматов Джохару Дудаеву, и лично от Паши Грачёва!» — скажет он, когда речь зайдёт о молодых солдатах.
- Слова, которые говорит капитан Иван (герой Ивана Ганжи) командиру чеченцев Исрапилову перед своей смертью — это слова из интервью полковника Николая Баталова[2], данного им Невзорову во время боевых действий в Грозном[11].
- Министерство обороны Российской Федерации отказало Невзорову в своей поддержке при проведении съёмок, и в итоге он обратился за помощью к Внутренним войскам МВД России. Отказ Министерства обороны Невзоров комментировал следующим образом[12]: … они мне выставили счёт за всё, что я просил, и там за каждую стреляную гильзу я должен был заплатить… 5 или 6 тысяч рублей! А мне их нужны миллионы, потому что стреляными гильзами засыпано всё в местах ведения боевых действий. Видимо, армия прочла сценарий и осталась недовольна. Поэтому помощь нам оказали Внутренние войска. В массовках снимались солдаты, прошедшие через Чечню.

## Комментарии
1. ↑  После повреждения танка погибший механик-водитель показан эпизодически на 71-й минуте фильма — сразу после слов наводчика-оператора Богдана Клёца (героя Сергея Роста): «Всё! Звиздец! Траки!». После чего Богдан Клёц добавляет: «Механик мёртв… Всё! Звиздец!».
2. ↑  Именно так представляется «Сугроб-2» (герой Виктора Степанова) в начале фильма, в ходе попытки установить радиосвязь с другими частями федеральных войск. При этом относительно названного им своего воинского звания «гвардии полковник» следует заметить, что 131-я отдельная мотострелковая бригада в реальности не являлась гвардейским воинским соединением.
3. ↑  Именно так представляется «Сугроб-2» (герой Виктора Степанова) в начале фильма, в ходе попытки установить радиосвязь с другими частями федеральных войск. При этом относительно названного им своего воинского звания «гвардии полковник» следует заметить, что 131-я отдельная мотострелковая бригада в реальности не являлась гвардейским воинским соединением.
4. ↑  Фамилия капитана Ивана (героя Ивана Ганжы) в фильме не уточняется.
5. ↑  Фамилия капитана Ивана (героя Ивана Ганжы) в фильме не уточняется.
6. ↑  В фильме озвучил октавист Петербургской капеллы Александр Орт.
7. ↑  Имя и фамилия российского снайпера (героя Георгия Антонова) согласно сценарию, в эпизодах фильма и титрах не упоминаемое[2].
8. ↑  Имя и фамилия российского снайпера (героя Георгия Антонова) согласно сценарию, в эпизодах фильма и титрах не упоминаемое[2].